# Start!
«Start!» es el undécimo sencillo de la banda británica The Jam y el segundo en alcanzar la posición #1 en el Reino Unido, seguido de «Going Underground». Publicada el 11 de agosto de 1980, debutó en el número #3 en las listas de sencillos, y dos semanas después, alcanzó la posición #1 por una semana. Escrita por Paul Weller y producida por Vic Coppersmith-Heaven y the Jam, «Start!» fue publicada como el sencillo principal del quinto álbum de la banda, Sound Affects.

## Lanzamiento
«Start!» fue publicada el 11 de agosto de 1980 en el Reino Unido por Polydor Records (como 2059 266) como el sencillo principal del álbum Sound Affects con «Liza Radley» como lado B. El sencillo rápidamente se convirtió en un éxito comercial, alcanzando el puesto #1 en el UK Singles Chart y el puesto #75 en el Billboard Dance Club Songs de los Estados Unidos.
«Start!» ha aparecido en numerosos álbumes recopilatorios tales como Snap (1983), Greatest Hits (1991), Direction Reaction Creation (1997), The Very Best of The Jam (1997), 45 rpm: The Singles, 1980–1982 (2001), The Sound of the Jam (2002), Gold (2005), Classic Album Selection: Six Albums 1977–1982 (2012), About the Young Idea: The Very Best of The Jam (2015).

## Versiones en vivo
- Una versión grabada en el Glasgow Apollo en Escocia el 8 de abril de 1982, fue publicada en el álbum en vivo Dig the New Breed.[16]
- Una versión grabada en el estadio de Wembley el 3 de diciembre de 1983, fue publicada en la edición de lujo de The Gift.[17]

## Otros lanzamientos
- La canción fue publicado como sencillo junto con «Liza Radley» como lado B el 11 de agosto de 1980.[5]
- La canción ha aparecido en numerosos álbumes recopilatorios de The Jam:
  - Snap! (1983)
  - Compact Snap! (1984)
  - Greatest Hits (1991)
  - Direction Reaction Creation (1997)
  - The Very Best of The Jam (1997)
  - 45 rpm: The Singles, 1980–1982 (2001)
  - The Sound of the Jam (2002)
  - 20th Century Masters – The Millennium Collection: The Best of The Jam (2005)
  - Gold (2005)
  - Classic Album Selection: Six Albums 1977–1982 (2012)
  - About the Young Idea: The Very Best of The Jam (2015)

## Otras versiones
- El grupo estadounidense de hip hop Beastie Boys versionó la canción como lado B de su sencillo «Alive».[18]
- La banda británica de rock Manfred Mann's Earth Band versionó la canción para su álbum de 1987, Masque, bajo el nombre de «What You Give Is What You Get (Start)».[19]

### Sampling
- 1993: El grupo británico de música electrónica uso la melodía de la canción para su sencillo «10 X 10».[20]

## Lista de canciones
Todas las canciones escritas y compuestas por Paul Weller.
1. «Start!» – 2:15
2. «Liza Radley» – 2:32

## Posicionamiento
| Gráficas (1980)                             | Pico de posición |
| ------------------------------------------- | ---------------- |
| Australia (Kent Music Report)               | 50               |
| Reino Unido (UK Singles Chart)              | 1                |
| Estados Unidos (Billboard Dance Club Songs) | 75               |

### Certificaciones y ventas
| País              | Certificación | Ventas   |
| ----------------- | ------------- | -------- |
| Reino Unido (BPI) | Plata         | 200 000^ |